# Das Stahltier
Das Stahltier ist ein Industriefilm von Willy Zielke aus dem Jahr 1934. Er wurde im Auftrag der Reichsbahn zum 100. Jahrestag (1935) der ersten deutschen Eisenbahn gedreht.

## Handlung
Der Werkstudent Claaßen absolviert ein Praktikum unter Gleisarbeitern. Es fällt ihm als Intellektuellem zunächst schwer, Kontakt zu den Arbeitern zu finden. Da er sich aber nicht scheut, auch dreckige Arbeiten zu erledigen, sehr viel über die Geschichte der Eisenbahnen weiß und auch seine Begeisterung für die Eisenbahn nicht verbirgt, werden er und die Arbeiter sich zusehends vertrauter.
Er erzählt in den Arbeitspausen die Geschichte vom Dampfwagen des Nicholas Cugnot über verschiedene andere Erfinder bis hin zur ersten deutschen Eisenbahn im Jahre 1835.
Zum Schluss der Geschichte muss er auf einer Dampflok der Baureihe 18.5 noch eine Fahrprüfung ablegen. Dieser Teil ist filmisch der Höhepunkt: Claaßen erklärt einem Arbeiter, wie er die Lokomotive sieht; er sagt beispielsweise „Herz“, der Arbeiter dagegen „Speisepumpe“. Weitere bildliche Umschreibungen für elementare Baugruppen der Dampflokomotive ergeben zusammen den Begriff „Stahltier“. Als Claaßen sich nach erfolgreicher Prüfungsfahrt von den Arbeitern verabschiedet, um wieder ins Büro zurückzukehren, nimmt ihn das sichtlich mit.

## Verbot des Films
Abgesehen davon, dass Claaßen die Arbeiter zu Beginn mit „Heil Hitler!“ begrüßt, zeigt der Film keine NS-Symbole. Auch sonst wirkt der Film nicht wie ein Propagandamachwerk. Er würdigt beispielsweise die Leistungen ausländischer Erfinder wie des Franzosen Nicholas Cugnot oder des Briten George Stephenson. Die beteiligten Arbeiter entsprechen nicht dem Ideal der „arischen Herrenrasse“, sondern wirken wie normale Menschen. Nicht zuletzt ist Claaßen in manchen Szenen eher ein Tagträumer denn ein nüchterner Ingenieur. Dies führte nach Zielkes eigener Aussage dazu, dass der Film nach seiner Fertigstellung sogleich verboten wurde.
Der Film hatte allerdings auch nicht die Erwartungen der Reichsbahn-Führung um den Generaldirektor Julius Dorpmüller erfüllt, die sich eher einen herkömmlichen Werbefilm gewünscht hatte und keinen künstlerischen, experimentellen Film. Hans Ertl, der den Film selbst als „Filmkunst in höchster Vollendung“ lobte, beschrieb, wie Dorpmüller bei der ersten nichtöffentlichen Vorführung „sich stumm erhob … und – zusammen mit diversen Reichsbahnräten – kopfschüttelnd den Raum verließ.“ Die Reichsbahn stufte ihn als nicht zur Aufführung geeignet ein. Der Reichspropagandaminister Joseph Goebbels sah sich den Film auf Bitte von Leni Riefenstahl an. Er änderte aber nichts am Verbot, da ihm der Film nicht gefiel.

## Weitere Geschichte
Nach der Uraufführung 1935 im Rahmen einer geschlossenen Veranstaltung wurde der Film danach noch zur Schulung von Kameraleuten der PK (Propagandakompanie) in geschlossenen Veranstaltungen eingesetzt. Nach dem Krieg war er zunächst verschollen, aber eine Kopie hatte im Besitz von Leni Riefenstahl den Krieg überstanden. Im Auftrag der Deutschen Bundesbahn erstellte Zielke 1954 eine verkürzte Fassung, mit der der Film erstmals öffentlich uraufgeführt wurde. Seither steht er in einer 45-minütigen, d. h. weiter gekürzten, Verleihfassung im 16-mm-Format zur Verfügung. Die Urfassung wurde ebenfalls in das Filmarchiv der Bundesbahn aufgenommen. Erst 1985, im Rahmen der 150-Jahr-Feier der deutschen Eisenbahnen, wurde die Urfassung in den Dritten Programmen des Fernsehens einen größeren Publikum gezeigt. Seit 2007 ist er auf DVD erhältlich.

## Filmstil
Das Stahltier ist ein Industriefilm im expressionistischen Stil. Die Kameraarbeit wird als avantgardistisch beschrieben, das Deutsche Historische Museum zitiert hierzu: „Willy Zielke (…) ist einer jener jungen Regisseure, die von der Photographie herkommen und das optische Element als das Wesen des Films betrachten, jedenfalls als das Primäre, dem sich alles andere unterordnen muß“ (Film-Kurier im August 1935), die Filmmusik wurde von Peter Kreuder bildgenau komponiert. 
Für den Film wurden funktionstüchtige Nachbauten der historischen Dampffahrzeuge verwendet. Die Replika der Puffing Billy wurde 1906 beispielsweise für das Deutsche Museum in München gebaut. Als Bahnarbeiter wurden Laiendarsteller eingesetzt.
Die Faktentreue der von Claaßen im Rahmen der Handlung geschilderten Episoden zur Geschichte der Eisenbahn schwankt erheblich:
- Der Zwischenfall in Caston Hill, bei dem angeblich 1813 Eisenbahn-Landvermesser durch Bauern gewaltsam vertrieben wurden, ist frei erfunden. Das Ereignis (und der Ort) sind nicht real; zudem waren lokomotivbetriebene Eisenbahnen zu jener Zeit noch ausnahmslos englische Grubenbahnen, die dem Transport der geförderten Kohle zu den Verschiffungshäfen an den nächstgelegenen Flüssen dienten. Stationäre Dampfmaschinen waren in den Kohlebergwerken bereits seit Jahrzehnten in großer Zahl im Einsatz, so dass die Bewohner der Umgebung kaum noch abergläubische Furcht vor dieser Technik empfunden haben können. Die gesamte Episode ist somit nicht nur fiktiv, sondern auch wenig plausibel.
- Die Lokomotive, die Claaßen als missglückte Erfindung eines James Waters im Jahre 1812 präsentiert, ist in Wirklichkeit den drei Maschinen nachempfunden, die Richard Trevithick in den Jahren 1802 bis 1805 baute; anders als im Film dargestellt, ist keine von ihnen explodiert. James Waters ist überdies eine fiktive Gestalt.
- Die Aussagen zu William Hedley und seiner Lokomotive Puffing Billy hingegen sind realistisch, sieht man davon ab, dass die Maschine nicht 40 Jahre erfolgreich im Einsatz war, wie Claaßen sagt, sondern nahezu 50 Jahre, nämlich von 1813 bis 1862.
- Die Episode zu Nicholas Cugnot orientiert sich am historischen Geschehen, ist aber dramatisiert aufbereitet.
- Die Darstellung des Todes von William Huskisson bei der Eröffnung der Liverpool and Manchester Railway 1830 folgt den wirklichen Ereignissen. Allerdings führte im Gegensatz zu Claaßens Darstellung nicht George Stephenson die Unfalllokomotive Rocket, sondern Joseph Locke. Und das Unglück war auch kein Ereignis, das Stephensons weiteres Leben überschattete, wie Claaßen durch seine Schilderung nahelegt.
- Die Eröffnung der Ludwigseisenbahn 1835 ist an den historischen Ereignissen ausgerichtet, sieht man davon ab, dass sie nicht an einem sonnigen Sommertag erfolgte, sondern Anfang Dezember.

Claaßens eisenbahngeschichtliche Darstellungen sind unzuverlässig, und sein einleitender Verweis auf das – tatsächlich existierende, 1924 erschienene – Buch Von eisernen Pferden und Pfaden von Ing. Dr. Walter Strauss (1893–1952), mit dem er ausdrücklich Bücher als die Quelle von Tatsachen hervorhebt, ist irreführend: Das Buch enthält keine der von ihm geschilderten Episoden (dafür aber wiederum einige historische Fehler, ist also seinerseits keine zuverlässige Quelle). Welche Absicht damit bezweckt wird, dass Claaßen im Rahmen der Handlung nachweisbar falsche Informationen gibt, geht aus dem Film selbst nicht hervor.

## Kritiken
„Der seinerzeit renommierte Kameramann und Regisseur W. Zielke konzentriert sich auf die Frühzeit der Dampfmaschinentechnik bis zu Stephensons ‚Rocket‘ und ‚Adler‘; das 20. Jahrhundert bleibt weitgehend ausgeklammert. Neben den historischen Teilen interessieren vor allem die experimentellen Kamera- und Montageideen, die über die übliche Kulturfilmästhetik weit hinausgehen. Vom Propagandaministerium nicht zur Vorführung zugelassen, erlebte der Film seine Premiere erst nach dem Krieg.“